# Tian Yu
En aquest nom xinès, el cognom és Tian.
Tian Yu (171 - 252 EC), nom estilitzat Guorang (國讓), va ser un general militar de Cao Wei durant el període dels Tres Regnes de la història xinesa.
Tian Yu s'uní a Xiang Yang sota les ordres de Cao Rui quan l'exèrcit de Wu Oriental envaí la regió del nord en un esforç conjunt amb la Quinta Campanya del Nord de Zhuge Liang. Lu Xun llavors es retirà després que l'estratagema va fallar.